# Alen Stevanović
Pour les articles homonymes, voir Stevanović.
Alen Stevanović (en serbe en écriture cyrillique : Ален Стевановић), né le 7 janvier 1991 à Zurich (Suisse) est un footballeur international serbe qui évolue au poste de milieu offensif ou d'ailier au Tsarsko Selo Sofia.
Il possède également la nationalité suisse.

## Biographie

### En club
Le 12 février 2019, libre de tout contrat, il s'engage pour une saison et demie avec le Wisła Płock.

### En sélection
Alen Stevanović est convoqué par le sélectionneur national Siniša Mihajlović pour le match de qualification de la Coupe du monde 2014 face à la Belgique le 12 octobre 2012 (défaite 0-3). Il entre en jeu à la place de Zoran Tošić à la 67e minute de jeu.

### Vie privée
Alen Stevanović est né à Zurich en Suisse d'une mère serbe. Son père et sa mère se séparent peu après sa naissance. À l’âge de trois mois, sa mère le confie à sa grand-mère et son oncle qui vivent à Bečmen près de Belgrade en Yougoslavie, sa mère retournant vivre en Suisse. Il n'a jamais rencontré son père biologique.

## Statistiques détaillées

### En club
| Saison                | Club                  | Championnat           | Championnat | Championnat | Coupe(s) nationale(s) | Coupe(s) nationale(s) | Compétition(s) continentale(s) | Compétition(s) continentale(s) | Compétition(s) continentale(s) | Serbie | Serbie | Total | Total |
| Saison                | Club                  | Division              | M.          | B.          | M.                    | B.                    | Comp.                          | M.                             | B.                             | M.     | B.     | M.    | B.    |
| 2007-2008             | Radnički Obrenovac    | Srpska Liga           | 21          | 8           | -                     | -                     | -                              | -                              | -                              | -      | -      | 21    | 8     |
| 2008-2009             | Radnički Obrenovac    | Srpska Liga           | 14          | 4           | -                     | -                     | -                              | -                              | -                              | -      | -      | 14    | 4     |
| 2009-2010             | Inter Milan           | Serie A               | 1           | 0           | -                     | -                     | -                              | -                              | -                              | -      | -      | 1     | 0     |
| 2010-2011             | Torino FC             | Serie B               | 8           | 0           | 2                     | 0                     | -                              | -                              | -                              | -      | -      | 10    | 0     |
| 2011                  | Toronto FC (prêt)     | MLS                   | 12          | 0           | -                     | -                     | -                              | -                              | -                              | -      | -      | 12    | 0     |
| 2011-2012             | Torino FC             | Serie B               | 34          | 3           | 2                     | 0                     | -                              | -                              | -                              | -      | -      | 36    | 3     |
| 2012-2013             | Torino FC             | Serie A               | 15          | 2           | 2                     | 0                     | -                              | -                              | -                              | 3      | 0      | 20    | 2     |
| 2013-2014             | US Palerme (prêt)     | Serie B               | 21          | 0           | 1                     | 0                     | -                              | -                              | -                              | -      | -      | 22    | 0     |
| 2014-2015             | FC Bari (prêt)        | Serie B               | 16          | 1           | -                     | -                     | -                              | -                              | -                              | -      | -      | 16    | 1     |
| 2014-2015             | Spezia Calcio (prêt)  | Serie B               | 9           | 1           | -                     | -                     | -                              | -                              | -                              | -      | -      | 9     | 1     |
| 2015-2016             | Partizan Belgrade     | SuperLiga             | 20          | 3           | 5                     | 1                     | C3                             | 3                              | 0                              | -      | -      | 28    | 4     |
| 2016-2017             | Partizan Belgrade     | SuperLiga             | 17          | 2           | 1                     | 0                     | C3                             | 1                              | 0                              | -      | -      | 19    | 2     |
| 2018                  | Shonan Bellmare       | J1 League             | 1           | 0           | 2                     | 0                     | -                              | -                              | -                              | -      | -      | 3     | 0     |
| Total sur la carrière | Total sur la carrière | Total sur la carrière | 189         | 24          | 15                    | 1                     | -                              | 4                              | 0                              | 3      | 0      | 211   | 25    |

## Palmarès
Partizan Belgrade
- Champion de Serbie en 2017.
- Vainqueur de la Coupe de Serbie en 2016.